# The Calf
The Calf är ett berg i Storbritannien.   Det ligger i grevskapet Cumbria och riksdelen England, i den centrala delen av landet, 400 km nordväst om huvudstaden London. Toppen på The Calf är 676 meter över havet, eller 389 meter över den omgivande terrängen. Bredden vid basen är 11,5 km.
Terrängen runt The Calf är huvudsakligen lite kuperad.Runt The Calf är det ganska tätbefolkat, med 58 invånare per kvadratkilometer. Närmaste större samhälle är Kendal, 16,2 km väster om The Calf. Trakten runt The Calf består i huvudsak av gräsmarker.